# Angelika Bender
Angelika Bender-Willschrei (* 22. Februar 1948 in Freiburg im Breisgau) ist eine deutsche Schauspielerin, Hörspiel- und Synchronsprecherin.

## Leben
Bender hatte ihr Debüt als Schauspielerin bereits im Alter von acht Jahren in dem Film Auf Wiedersehn am Bodensee. Nach Ballettunterricht ließ sie sich von 1964 bis 1968 an der Neuen Münchner Schauspielschule u. a. von Fritz Umgelter zur Schauspielerin ausbilden. Danach trat sie an verschiedenen deutschen Theatern auf. Seit 1960 ist sie vor allem in zahlreichen Fernsehproduktionen zu sehen. Ebenso war sie auch in einer größeren Anzahl von Hörspielen als Sprecherin zu hören.
Als Synchronsprecherin wurde ihre Stimme vor allem durch Marcy Rhoades-D’Arcy in der Serie Eine schrecklich nette Familie und durch Carla Tortelli in der Serie Cheers bekannt. Nach dem Tod Elisabeth Volkmanns übernahm sie die Stimmen von Patty, Jacqueline und Selma Bouvier in der Serie Die Simpsons. In einigen wenigen Folgen ist Bender auch als Marge Simpson zu hören. Diese Synchronisationen entstanden zwischen Elisabeth Volkmanns Tod und der Übernahme durch Anke Engelke.
Angelika Bender war in zweiter Ehe mit dem Drehbuchautor Karl-Heinz Willschrei verheiratet.

## Filmografie (Auswahl)

### Als Schauspielerin
- 1956: Auf Wiedersehn am Bodensee
- 1960: Der Gauner und der liebe Gott
- 1960: Ein Weihnachtslied in Prosa oder Eine Geistergeschichte zum Christfest
- 1961: General Quixotte
- 1962: Die Feuertreppe
- 1964: Holiday in St. Tropez
- 1965: Die fromme Helene
- 1968: Der Griller
- 1969: Al Capone im deutschen Wald
- 1971: Gewalt
- 1972: Pater Brown: Wer bedroht Sir Claude? (Fernsehserie)
- 1974: Zwangspause
- 1974: Das blaue Palais (Fernsehserie, Folge: Das Medium)
- 1975: Die Halde
- 1976: Hans und Heinz Kirch
- 1976: Der Winter, der ein Sommer war (Fernseh-Dreiteiler)
- 1976: Lobster (Fernsehserie, Folge: Blut)
- 1976: Tatort: Transit ins Jenseits (Fernsehreihe)
- 1976: Tatort: Zwei Flugkarten nach Rio (Fernsehreihe)
- 1977: Walter Hasenclever
- 1977; 1982: Sonderdezernat K1 (Fernsehserie, zwei Folgen)
- 1977: Graf Yoster gibt sich die Ehre (Fernsehserie, zwei Folgen)
- 1978: Das Lamm des Armen
- 1978: SOKO München – Jagd auf Joe White und Der Vogel ist ausgeflogen (Fernsehserie, Staffel 1 Folge 5 und 6)
- 1979: Zimmer frei – UNO-Nähe (Fernsehserie)
- 1980: Tatort: Kein Kinderspiel (Fernsehreihe)
- 1981: Flucht aus London
- 1982: Single liebt Single
- 1982: Ein Fall für zwei (Fernsehserie, Folge 7: Kratzer im Lack)
- 1983: Dingo
- 1984: Die andere Seite des Mondes
- 1985: Grand mit 3 Damen
- 1985: Tatort: Schmerzensgeld (Fernsehreihe)
- 1985: Tatort: Miese Tricks (Fernsehreihe)
- 1987: Die Erbschaft
- 1987: Ein Fall für zwei (Fernsehserie, Folge 49: Tatzeit)
- 1987: Die Schwarzwaldklinik (Fernsehserie, Doppelfolge: „Ein tragischer Unfall“ und „Die Reise nach Amerika“)
- 1989: Geisterstunde
- 1989: Peter Strohm – Das blaue Wunder (Fernsehserie)
- 1989: Forsthaus Falkenau (Fernsehserie, zwei Folgen)
- 1990: Das Traumschiff – New Orleans (Fernsehreihe)
- 1990: Ein Fall für zwei (Fernsehserie, Folge 74: Roter Freitag)
- 1992: Siebenbirken (Fernsehserie)
- 1994: Das Baby der schwangeren Toten
- 1997: Für alle Fälle Stefanie – Tödliche Schuld (Fernsehserie)
- 1999: SOKO München – Milchmädchenrechnung (Fernsehserie, Staffel 18, Folge 7)
- 1999: Wolffs Revier – Blutiger Schmuck (Fernsehserie)
- 2002: Der Landarzt – Verwandte (Fernsehserie)
- 2002; 2011: Die Rosenheim-Cops (Fernsehserie, zwei Folgen)
- 2003: Mit Herz und Handschellen – Ein schöner Tod (Fernsehserie)
- 2004: SOKO München – Der Baulöwe (Fernsehserie, Staffel 28, Folge 11)
- 2004: Inga Lindström – Begegnung am Meer (Fernsehreihe)
- 2005: Tatort: Bienzle und der Sizilianer (Fernsehreihe)
- 2006: Sturm der Liebe (Fernsehserie, Folge 211–214)
- 2006: Zwei Herzen und zwölf Pfoten
- 2007: Der Bulle von Tölz: Schonzeit (Fernsehserie)
- 2008: SOKO München – Seifenoper (Fernsehserie, Staffel 33, Folge 12)
- 2008: SOKO München – Requiem (Fernsehserie, Staffel 34, Folge 3)
- 2009: Der Alte – Dunkelziffer (Fernsehserie)
- 2009: Tatort: Altlasten (Fernsehreihe)
- 2009: Pfarrer Braun – Glück auf! Der Mörder kommt! (Fernsehreihe)
- 2009: At Home (Kurzfilm)
- 2009: SOKO München – Flüchtige Liebe (Fernsehserie, Staffel 35, Folge 8)
- 2009: Die Lebenslüge
- 2010–2011, 2014: Tiere bis unters Dach (Fernsehserie, fünf Folgen)
- 2010: Tulpen aus Amsterdam
- 2012: Tatort: Der traurige König (Fernsehreihe)
- 2013: Beste Bescherung (Fernsehfilm)
- 2013: Forsthaus Falkenau (Fernsehserie, zwei Folgen)
- 2014: SOKO München – Ein Spiel zu viel (Fernsehserie, Staffel 39, Folge 17)
- 2016: Sturm der Liebe (Fernsehserie, Staffel 11)
- 2016: Dr. Klein (Fernsehserie, Serienrolle)
- 2017: SOKO München – Perle im Staub (Fernsehserie, Staffel 42, Folge 24)
- 2018: Hubert ohne Staller – Glücksbreze (Fernsehserie, Staffel 8, Folge 3)
- 2021: Frühling – Große kleine Lügen (Fernsehreihe)

### Als Synchronsprecherin
Greta Scacchi
- 1985: Coca Cola Kid als Terri
- 1994: Eine Liebe in Australien als Deborah Voysey
- 1996: Emma als Mrs. Weston
- 2006: Broken Trail als Nola Johns
- 2011: Hindenburg als Helen van Zandt

Blythe Danner
- 1975: Ins Herz des wilden Westens als Miss Trout (Synchro im Jahr 1986)
- 1994: Herz im Zwiespalt als Eliza Mercer
- 2001: Deadly Shadows als Gail

Mary Steenburgen
- 1995: Powder als Jessie Caldwell
- 1999: Arche Noah – Das größte Abenteuer der Menschheit als Naamah
- 2002: Talking to Heaven als Detective Karen Condrin

Barbara Hershey
- 1972: Die Faust der Rebellen als Boxcar Bertha (gekürzte Kinofassung)
- 2004: Riding the Bullet als Jean Parker

Bo Derek
- 1979: 10 – Die Traumfrau als Jenny Hanley
- 1981: Tarzan – Herr des Urwalds als Jane Parker

Cicely Tyson
- 2006: Das verrückte Familienfest als Tante Myrtle
- 2015–2020: How to Get Away with Murder als Ophelia Harkness

Gail Cronauer
- 2007: Walking Tall: Lone Justice als Emma Prescott
- 2007: Walking Tall: The Payback als Emma Prescott

Jane Alexander
- 2009: The Unborn als Sofi Kozma
- 2011: Gefährliche Überraschung als Nora Regan Reilly

Diahann Carroll
- 2010: Patricia Cornwell – Gefahr als Nana
- 2010: Patricia Cornwell – Undercover als Nana

Catherine Hiegel
- 2011: Kuss des Schmetterlings als Maries Mutter
- 2013: Violette als Berthe Leduc

Frances de la Tour
- 2011: Hugo Cabret als Madame Emilie
- 2015: Im Himmel trägt man hohe Schuhe als  Jill

Weitere
- 1936: Für Iris Adrian in Dick und Doof – Die Lieben Verwandten als Alice
- 1949: Für Patricia Neal in Ein Mann wie Sprengstoff als Dominique Francon
- 1950: Für Ann Todd in Madeleine als Madeleine Smith (Synchro im Jahr 1992)
- 1959: Für Yoshiko Kuga in Guten Morgen als Setsuko Arita (Synchro im Jahr 1968)
- 1966: Für Geneviève Bujold in Der Krieg ist vorbei als Nadine
- 1972: Für Seretta Wilson in Turm der lebenden Leichen als Mae Harvey
- 1976: Für Jill Stone in Der Tag der Abrechnung als Krankenschwester
- 1977: Für Claude Jade in Zwischen Tod und Leben als Blanche Chavannes
- 1993: Für Lia Williams in Dirty Weekend als Bella
- 1993: Für Amy Madigan in Stephen Kings Stark als Liz Beaumont
- 1998: Für Mary Ellen Trainor in Lethal Weapon 4 als Dr. Stephanie Woods
- 1999–2000: Nebenrollen in 9 Folgen von SimsalaGrimm
- 2001: Für Sean Young in Sugar & Spice als Mrs. Hill
- 2003: Für Julie Walters in Kalender Girls als Annie
- 2004: Für Brenda Vaccaro in Liebe zum Dessert als Linda
- 2005: Für Mary Black in Der Exorzismus von Emily Rose als Dr. Vogel
- 2006: Für Marion Game in Asterix und die Wikinger als Gutemine
- 2011: Für Christine Willes in Red Riding Hood – Unter dem Wolfsmond als Madame Lazar
- 2013: Für Kathleen Turner in Nurse 3-D als Oberschwester Betty Watson
- 2013: Für Zsuzsanna Szabados in Open Grave als Großmutter
- 2013–2017, 2021: Für Susan Blommaert in The Blacklist als Mr. Kaplan / Kathryn Nemec
- 2014: Für Kazuko Yoshiyuki in Erinnerungen an Marnie als Nan
- 2014: Für Florence Foresti in Asterix im Land der Götter als Gutemine
- 2015: Für Noriko Uemura in One Piece: Episode of Sabo als Dadan
- 2015: Für Hélène Vincent in Sanfter Mann sucht Frau als Jacqueline
- 2016–2022: Für Shohreh Aghdashloo in The Expanse als Chrisjen Avasarala
- 2017: Für Chris McGinn in Kidnap als Margo
- 2018: Für Judith Light in 2 Folgen American Crime Story als Marilyn Miglin
- 2018: Für Masako Nozawa in Pokémon: Der Film - Die Macht in uns als Harriet
- 2018–2023: Für Harriet Walter in Succession als Lady Caroline Collingwood
- 2019: Für Telma Hopkins in Dead to Me als Yolanda
- 2019: Für Kari Wahlgren in Disney Amphibia als Martha
- 2020: Für Annette Badland in Ted Lasso als Mae
- 2021: Für Diana Rigg in Black Narcissus als Mutter Dorothea

## Hörspiele (Auswahl)
- 1957: Hiob – Regie: Otto Kurth
- 1961: Wer fürchtet sich vorm schwarzen Mann – Regie: Helmut Brennicke
- 1963: Der Strohhalm (nach Eugene O’Neill) – Regie: Friedhelm Ortmann
- 1963: Der Narr mit der Hacke – Regie: Walter Ohm
- 1963: Aller Menschen Stimme – Regie: Otto Kurth
- 1963: Tante Flora (von James Krüss) – Regie: Jan Alverdes
- 1963: Umweg nach Hause (von Karl Richard Tschon) – Regie: Walter Ohm
- 1965: Ein Fünfmarkstück namens Müller – Autor und Regie: Karl Wittlinger
- 1965: Franta – Regie: Fritz Schröder-Jahn
- 1966: Glocken in der Neujahrsnacht (nach Dorothy L. Sayers) – Regie: Otto Kurth
- 1974: Schitt – Regie: Günther Sauer
- 1974: Die Glücksschuhe (nach Hans Christian Andersen) – Regie: Raoul Wolfgang Schnell
- 1975: Zipfelzylinder in durchsichtigen Schaufenstern (nach Karl Valentin) – Regie: Raoul Wolfgang Schnell
- 1976: Ich bin Jolly Ballinger – Regie: Raoul Wolfgang Schnell
- 1976: Wiegenlied für Eltern – Regie: Otto Düben
- 1976: Etuden – Regie: Raoul Wolfgang Schnell
- 1976: Diskurs – Regie: Raoul Wolfgang Schnell
- 1979: Liebe Frau, die Menschheit ist müde – Autor und Regie: Zvonimir Bajsić
- 1980: „Annelie, 7 Jahre …“ – Regie: Otto Düben
- 1980: Der Chef – Autor und Regie: Raoul Wolfgang Schnell
- 1981: Der arme Heinrich – Regie: Raoul Wolfgang Schnell
- 1982: Der Schneider von Ulm – Regie: Otto Düben
- 1982: Zur Abendzeit gegen acht (Seven hours to sundown) – Regie: Raoul Wolfgang Schnell
- 1984: Siebenrübens neuer Fall – Regie: Dieter Carls
- 1985: Vergessene Szenen, sonst wie Erinnerte – Regie: Norbert Schaeffer
- 1986: Liebesqualen – Regie: Raoul Wolfgang Schnell
- 1987: Techtelmechtel – Regie: Hartmut Kirste
- 1989: „MWRNCKX“ – Aus dem Tagebuch eines Aidsvirus – Regie: Stefan Dutt
- 1991: Der Bürgermeister kommt – Regie: Heinz Wilhelm Schwarz
- 1991: Die Nacht der Dachse – Regie: Hartmut Kirste
- 1994: Alte Liebe rostet nicht – Regie: Stefan Hilsbecher
- 1996: Die Segel morgens, die Segel abends – Regie: Ulrich Lampen
- 1997: Im Tal des großen Königs – Regie: Ulrich Lampen
- 2000/01: Der Zauberberg (10 Teile, nach Thomas Mann) – Regie: Ulrich Lampen
- 2016: Chris Ohnemus: Was uns trennt – Regie: Martin Zylka

Datum unbekannt:
- Die Auskunft – Regie: Paul Pörtner

## Hörbücher
- 2014: Schniefnase von Hans-Wilhelm Smolik
- 2014: Grimback, der Hamster von Hans-Wilhelm Smolik
- 2014: Knorzel, der Baumstumpf von Hans-Wilhelm Smolik
- 2014: Zackenfrack versteht zu leben von Hans-Wilhelm Smolik
- 2014: Rauschebart, die Eiche von Hans-Wilhelm Smolik
- 2014: Nicks Brautfahrt von Hans-Wilhelm Smolik